# Château de la Trinité
Pour les articles homonymes, voir Trinité.
Le château de la Trinité est un château de la commune de Lamarche dans l'ouest du département des Vosges en région Lorraine.

## Histoire
En ce lieu fut fondé un couvent de l'Ordre des Trinitaires en avril 1239 par Henri II de Bar, Lamarche relevant alors du comté de Bar. Le comte de Bar espère ainsi obtenir l'aide de l'Ordre en cas de capture lors d'une prochaine croisade, l'ordre étant voué au rachat des captifs. Durant tout le reste du Moyen Âge, le couvent reçoit de nombreuses donations des comtes puis des ducs de Bar qui séjournent fréquemment dans la ville. Au XVIIe siècle, le couvent enchaînant les scandales est en pleine décadence. Les bâtiments en ruine sont reconstruits par l'Ordre entre 1730 et 1734 dans le goût classique.
Après le départ des religieux à la Révolution française, le couvent est estimé en 1790 puis vendu comme bien national le 11 avril 1791 à la famille Baudel. Le couvent devient alors un château, et porte le nom de l'ordre qui l'a construit.

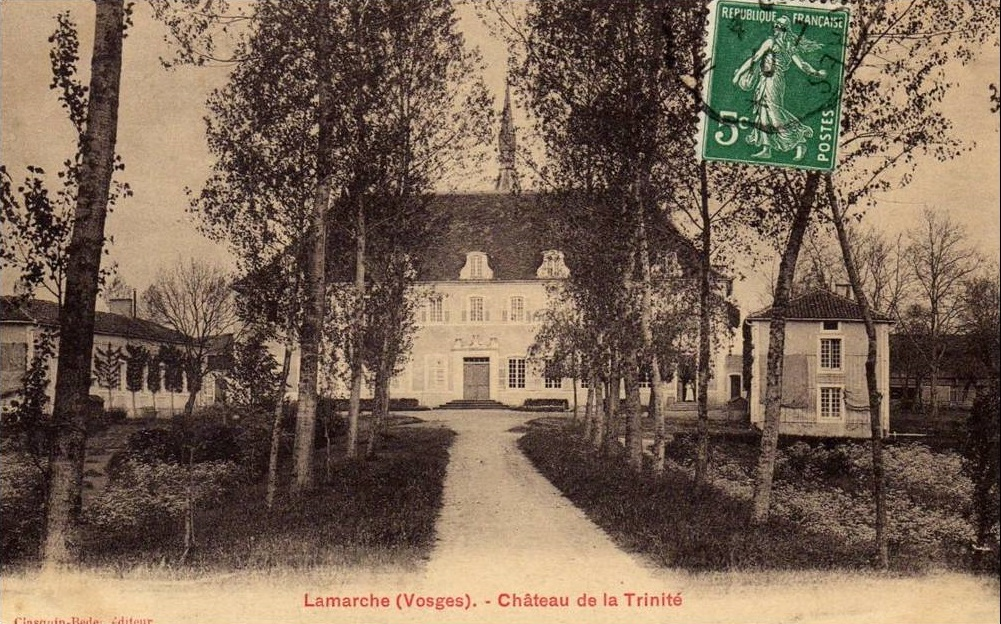
Le château en 1910.

À partir de 1840, le château devient successivement un pensionnat, un orphelinat agricole, puis devient la propriété du brasseur Léon de Bourgogne (1839-†1889) et de son épouse Jeanne de Maussabré (1844-†1915),. Devenue veuve, celle-ci se remarie à Théophile Aubertot comte de Coulanges (1827-†1898). À sa mort en 1915, le château passe à son fils Philippe de Bourgogne (1873-†1939).
Le château ne fait actuellement l'objet d'aucune inscription ou classement au titre des monuments historiques. Il se situe aujourd'hui dans une exploitation agricole (GAEC des Trinitaires créé en 2007 par Bernard & Nicolas François). L'ensemble architectural se dégrade un peu plus chaque jour, les communs et la petite chapelle du parc sont déjà en ruines (le toit de la chapelle s'est effondré au cours de l'année 2017).

## Description
Du couvent d'origine du XVIIIe siècle, il ne subsiste que l'aile sud, entourée d'un grand parc que traverse le Rupt des Corres. On accède au château par la façade sud-est, tournant le dos à l'ancienne route nationale 429 (rue du Faubourg de France). Un mur dont il ne reste que quelques vestiges entourait à l'origine tout le parc.

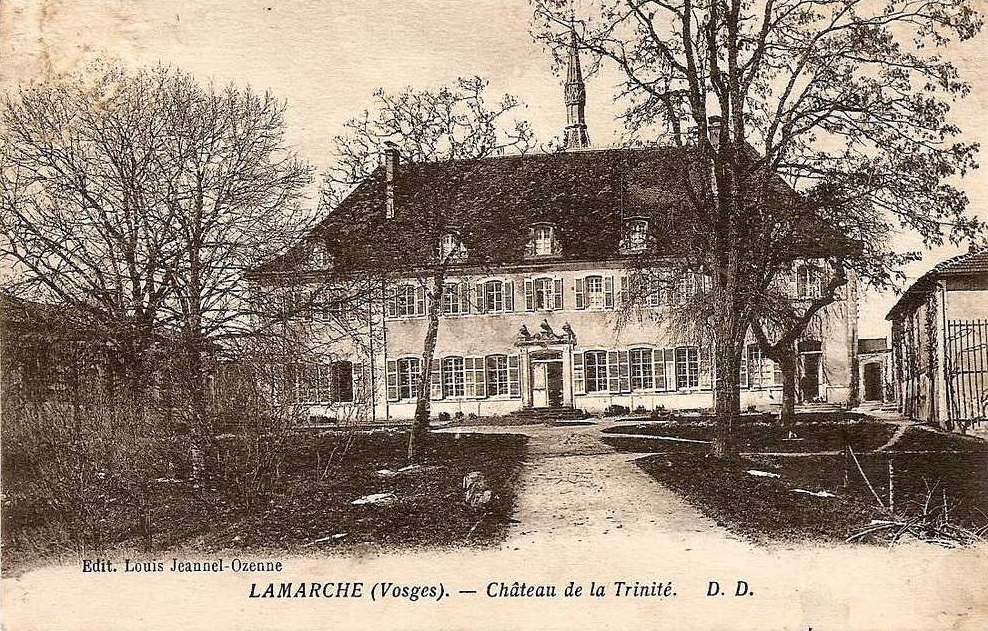
Le château au début du XXe siècle.

Faisant face à la rue de la Genivette, on pénètre dans la propriété par un portail d'entrée qui a perdu sa grille avec une ancienne maison d'accueil sur la gauche. L'allée menant au château est encore bordée d'arbres. De part et d'autre du château se trouvent les communs formant un ensemble architectural en U. La distribution des ouvertures de la façade principale et la présence de lucarnes ouvragées au niveau du toit, témoignent du goût classique et de la richesse de l'ordre des Trinitaires qui domine la vie spirituelle de Lamarche jusqu'à la Révolution française. 
Au XIXe siècle, une tourelle est accolée à la façade opposée, côté nord-ouest, pour y loger un escalier ; et une petite chapelle est construite au nord du parc près de l'ancienne route nationale.
À l'intérieur, le réfectoire était décoré de boiseries sculptées par Gerdolle en 1746 que Maurice Barrès avait racheté au début du XXe siècle pour sa maison natale de Charmes.

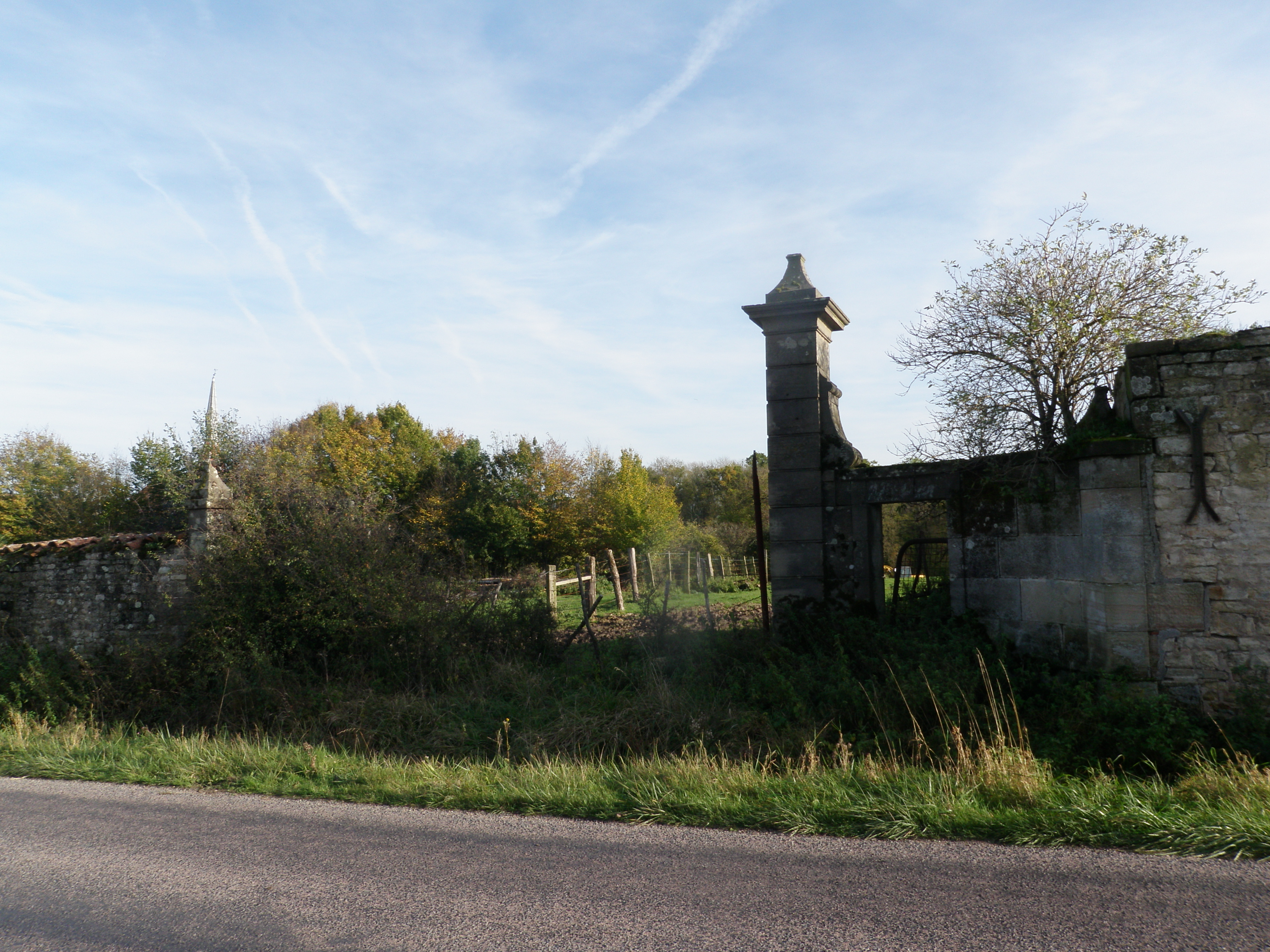
L' entrée de la propriété sur la route départementale
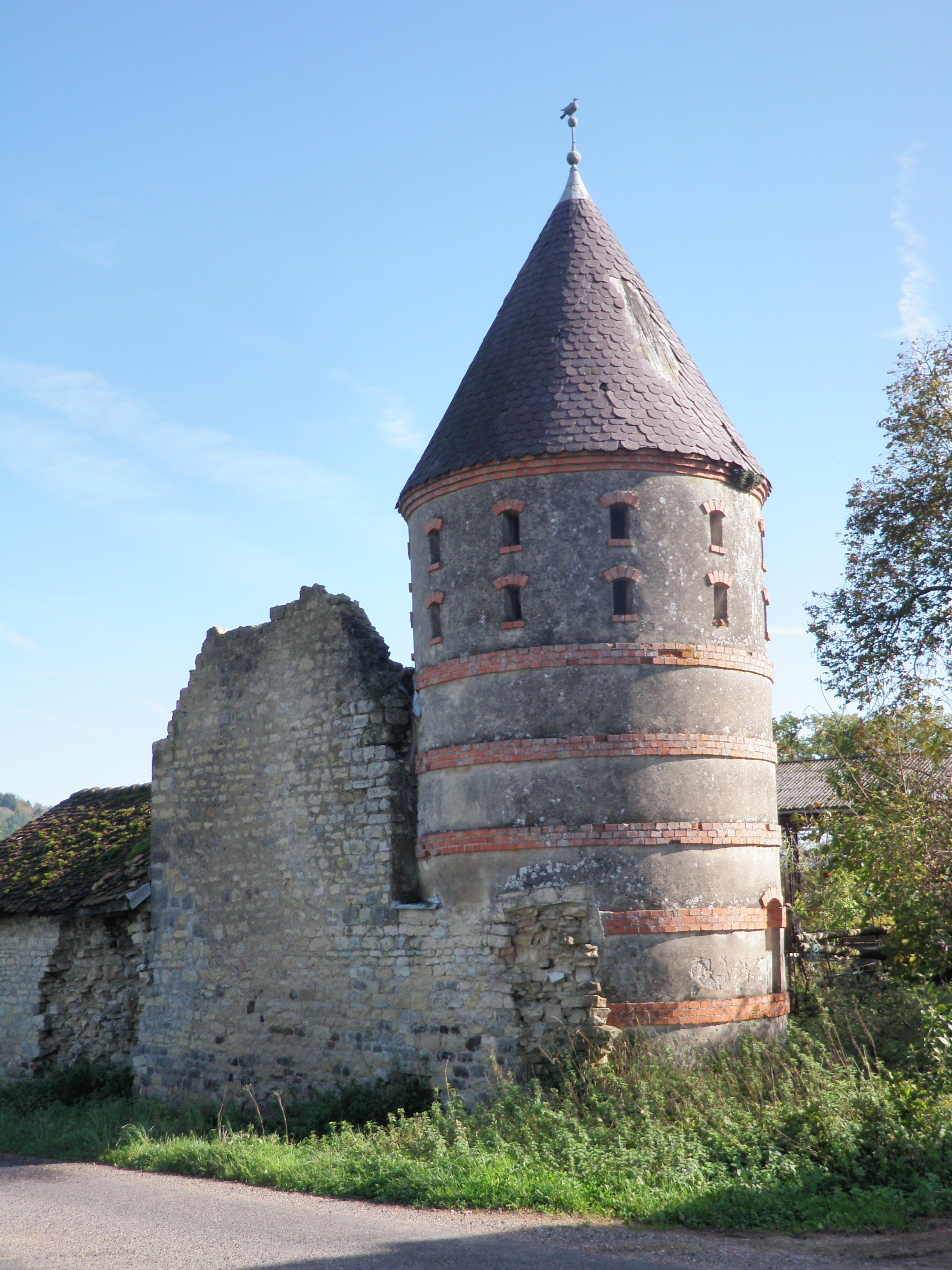
Le colombier
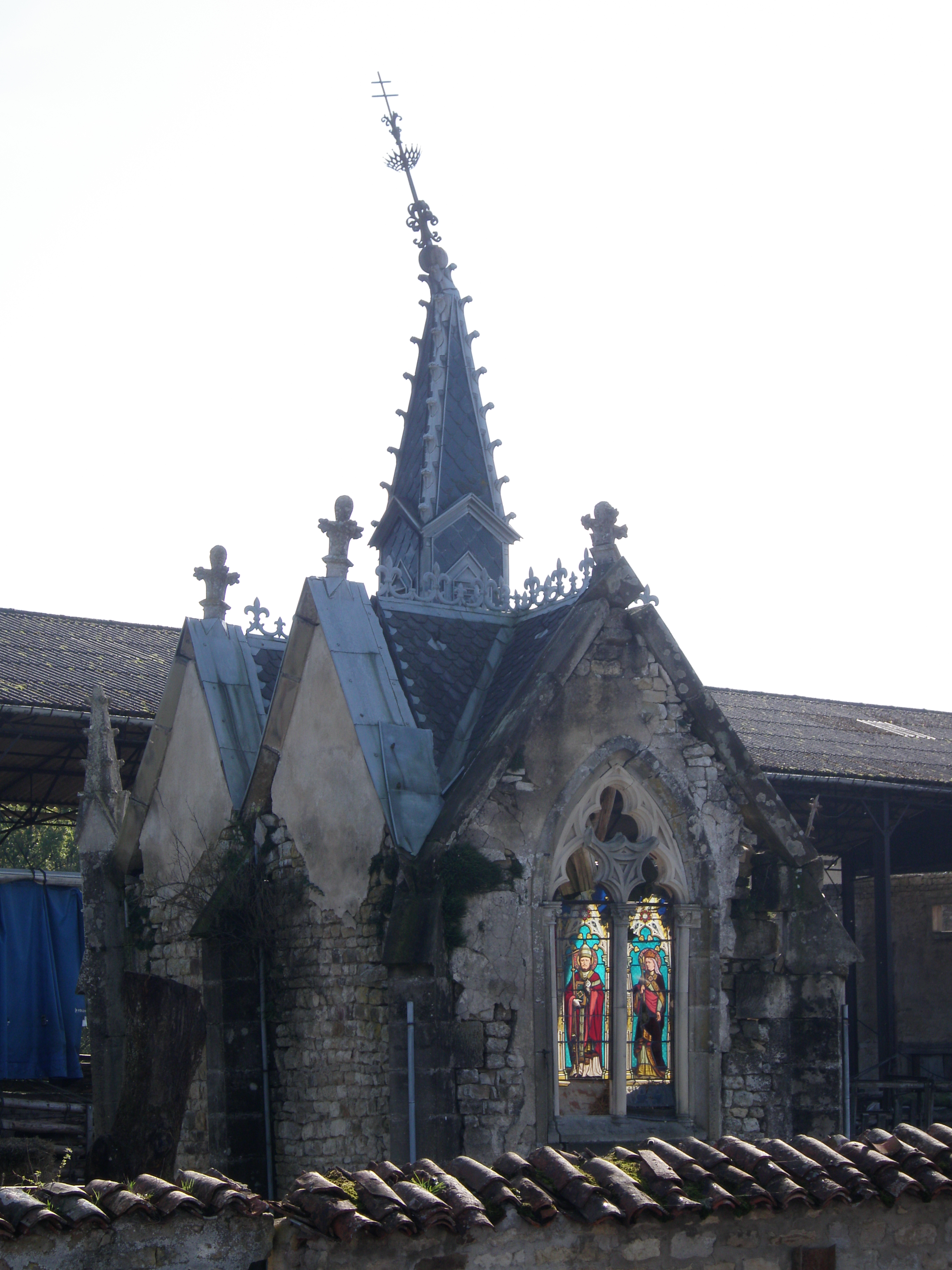
Les ruines de la chapelle du château
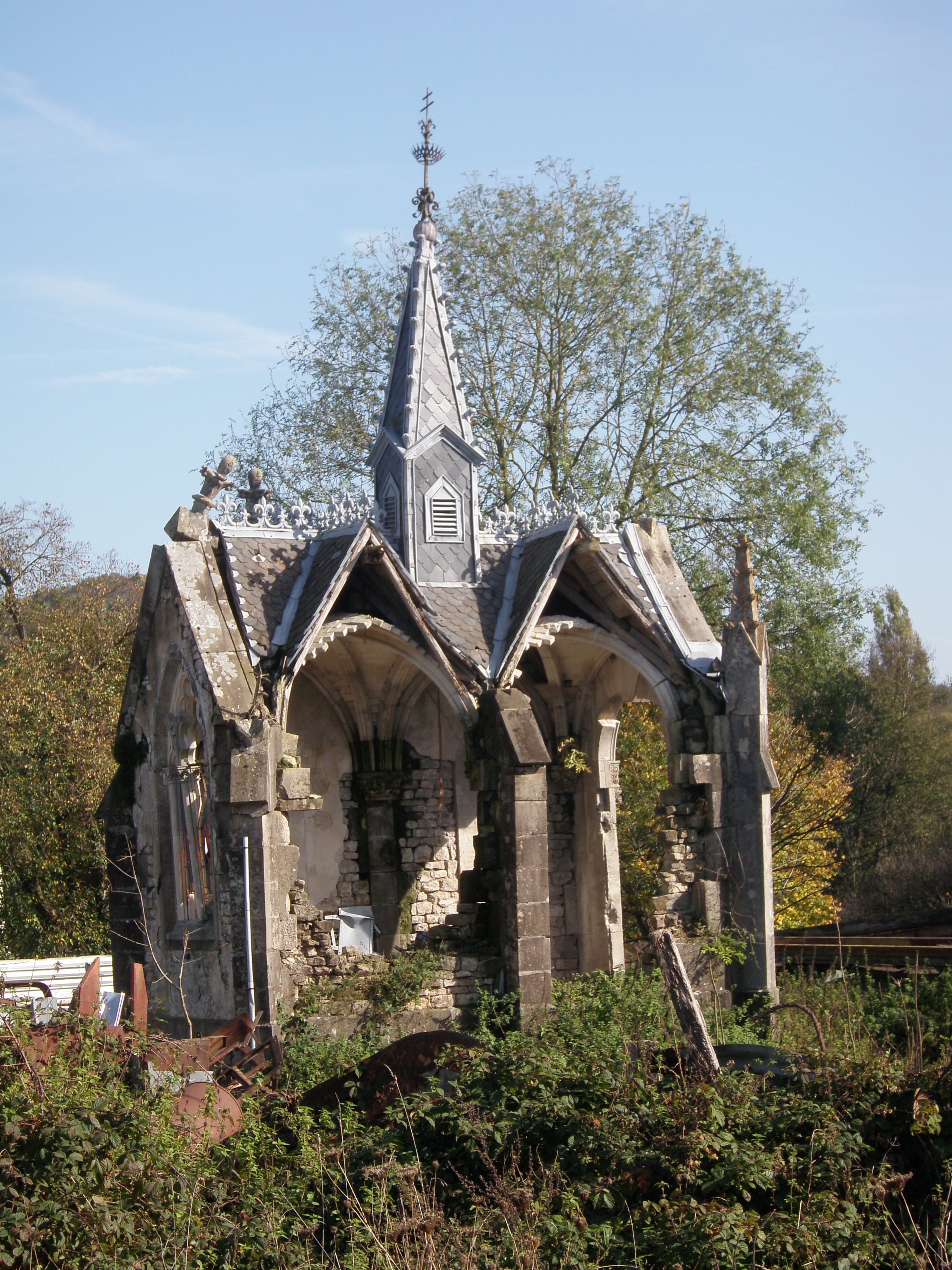
Les ruines de la chapelle du château
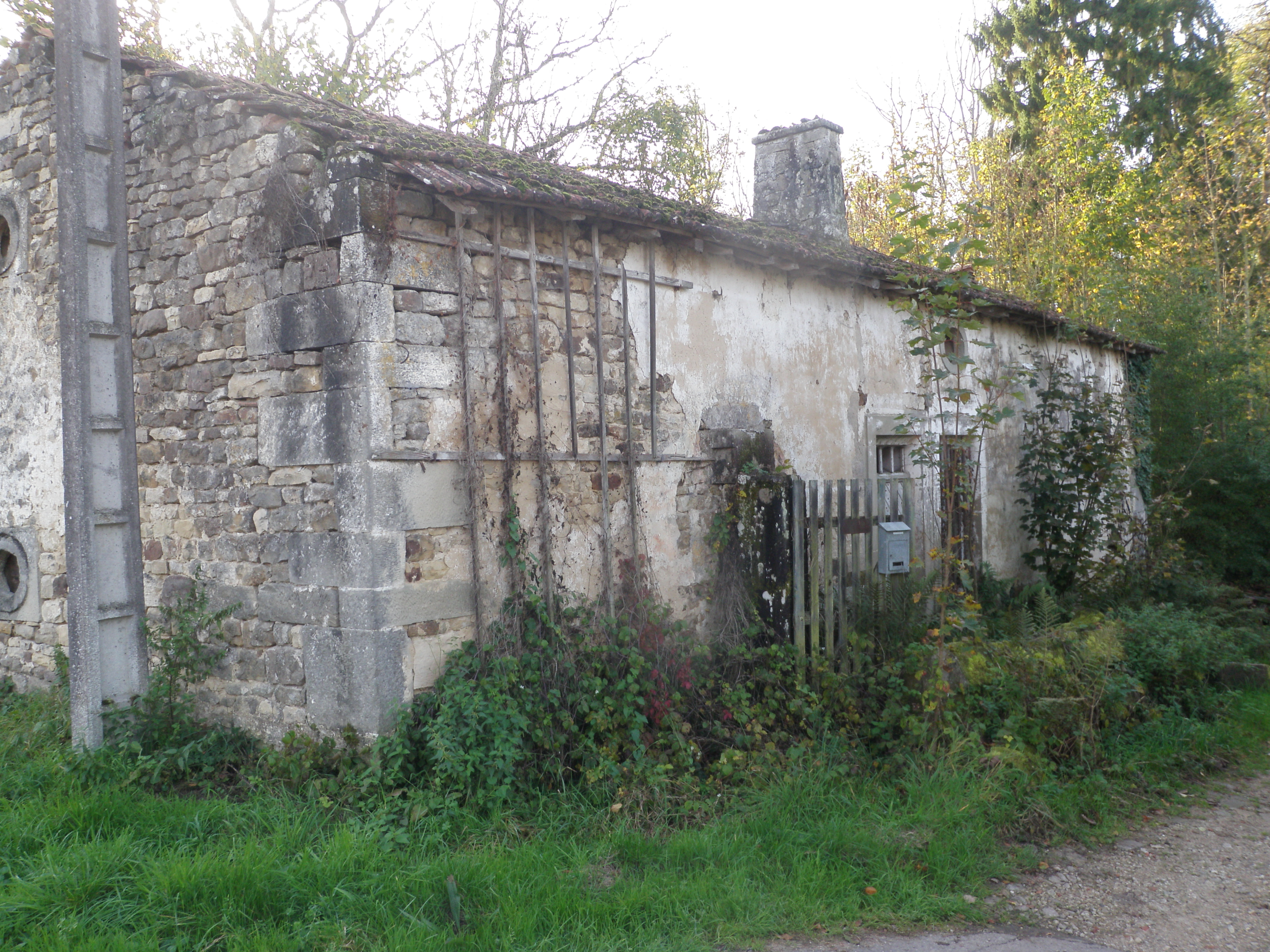
L'ancienne maison d'accueil à l'entrée sud du château

## Sources
- Jean-François Michel, Châteaux des Vosges, Nouvelles Éditions latines  (ISBN 2-7233-0039-0)